# Ritratto di Barbara Holper
Il Ritratto di Barbara Holper (Ritratto della madre) è un dipinto a olio su tavola (47x38 cm) di Albrecht Dürer, databile al 1490 circa e conservato nel Germanisches Nationalmuseum a Norimberga. L'opera era un dittico con il Ritratto del padre agli Uffizi, che è siglato e datato 1490, ma si pensa che tale indicazione venne aggiunta in epoca successiva, dallo stesso Dürer. 

## Storia
Il ritratto venne probabilmente eseguito alla vigilia della partenza dell'artista da Norimberga, diretto nelle città renane e nei Paesi Bassi, ed è una delle sue prime prove pittoriche conosciute.
Il dittico dei ritratti dei genitori tra il 1588 e il 1628 venne diviso: l'effigie del padre attraverso la collezione dell'imperatore Rodolfo II, giunse in possesso dei granduchi di Toscana e da allora è rimasta a Firenze; quello della madre fu venduto in epoca imprecisata alla famiglia patrizia Imhoff di Norimberga; fu poi in possesso di un collezionista francese e giunse infine al Museo Nazionale Germanico di Norimberga nel 1925, ma non lo si riconobbe; solo nel 1979, si poté stabilire che si trattava della tavola, che si credeva perduta, abbinata al quadro del padre conservato agli Uffizi.
Il fatto che le due opere formassero un dittico è avvalorato anche dal fatto che sul retro del ritratto paterno l'artista dipinse gli stemmi Dürer-Holper. Inoltre conferma l'abbinamento anche il numero di inventario della collezione Imhoff, posto sul retro, e le analogie formali.
Il ritratto della madre è forse quello che nel 1630 Willibald Imhof da Norimberga cercò di vendere a Massimiliano I di Baviera, venendo però rifiutato come non originale. Ancora oggi alcuni non ritengono questa tavola completamente autografa.

## Descrizione e stile
La madre di Dürer è ritratta a mezza figura, girata di tre quarti verso destra su sfondo scuro, verdastro. Le mani, che reggono un rosario con grani rossi, sono ben evidenti, in ossequio ai modelli della pittura fiamminga. L'abbigliamento della donna è tipico della regione, con un vestito rosso aperto sul petto che lascia intravedere la camicia bianca, mentre in testa una grossa cuffia col bordo trinato avvolge i capelli e ricade poi con un lembo sulla spalla della donna. Lo sguardo è inteso e rivolto a destra, verso il marito. 
Il disegno e il modellato rivelano una notevole qualità artistica. Tipico di Dürer è l'incarnato chiaro della donna, in confronto a quello dell'uomo. Il cappello quasi nero del marito è complementare al bianco splendente della cuffia in lino della madre. L'equilibrio pittorico è solo parzialmente danneggiato dall'assenza di una striscia di pittura uno o due centimetri, al margine sinistro del ritratto femminile.
Della madre di Dürer esiste anche un disegno che la ritrae nella vecchiaia, dopo la morte del marito.

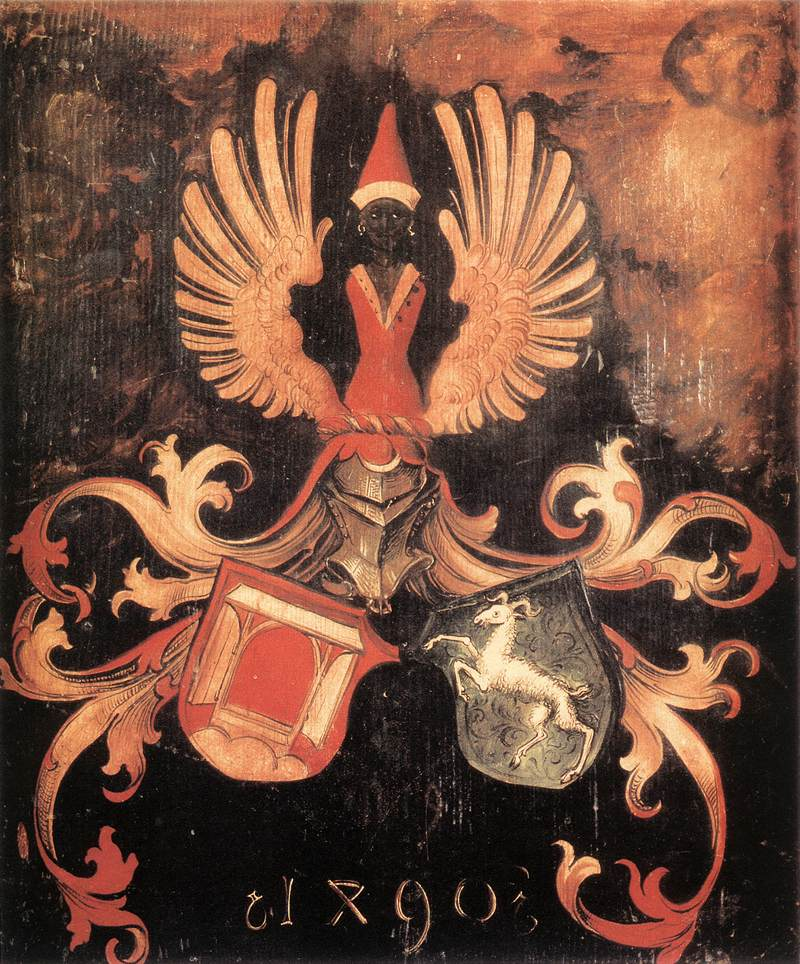
Retro del dipinto
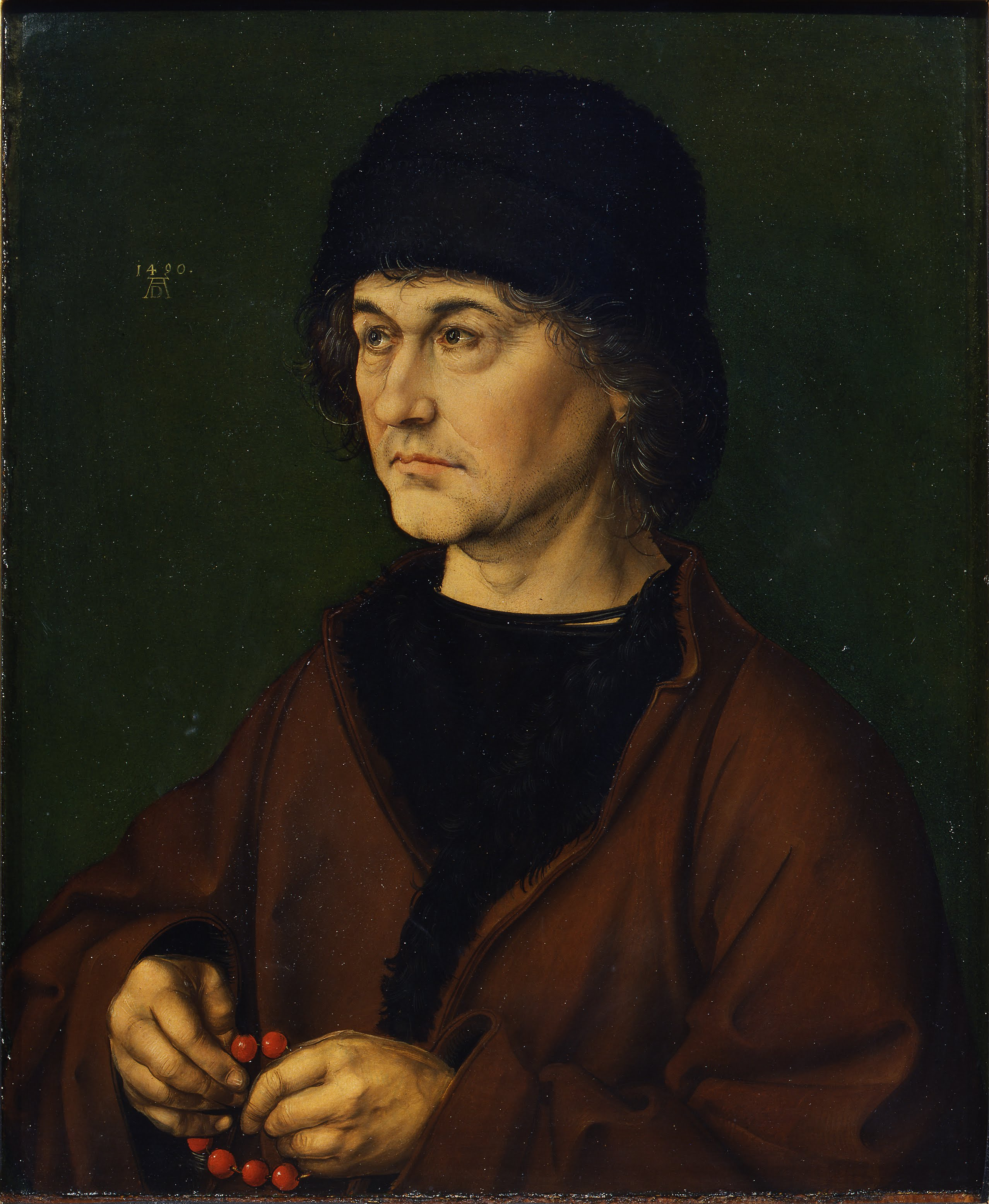
Ritratto di Albrecht Dürer il Vecchio (Uffizi)
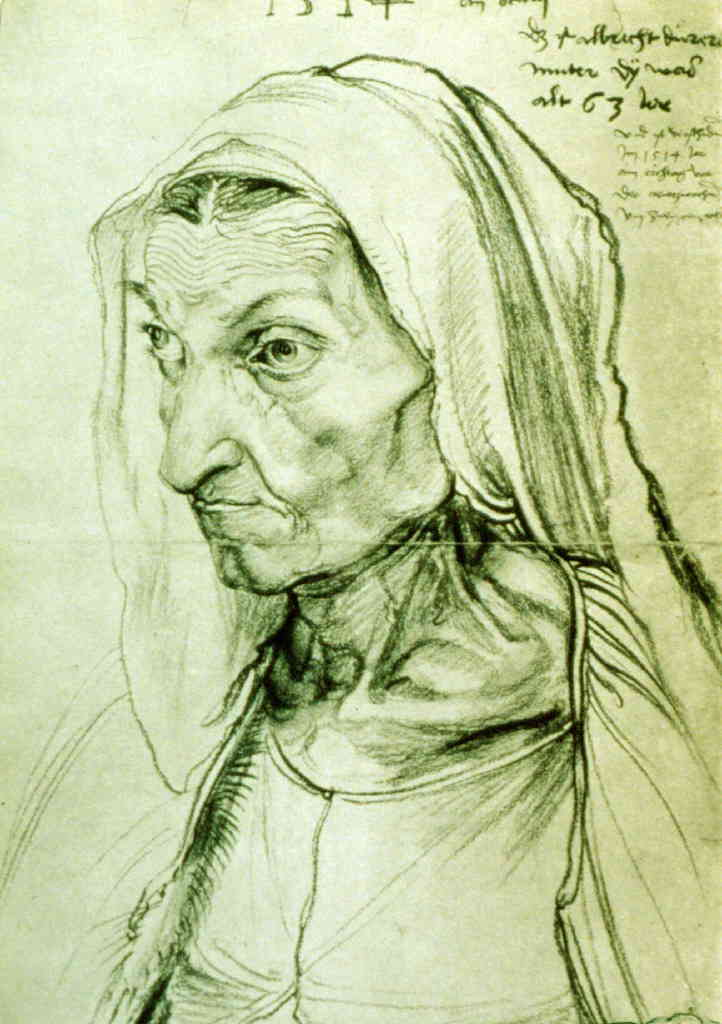
Ritratto della madre anziana (1514)